# Antoine de Lettes-Desprez de Montpezat
Antoine de Lettes genannt Desprez und des Prez († November 1544 bei Béziers), Marquis de Montpezat, war ein französischer Adliger, Militär und Marschall von Frankreich.

## Leben
Antoine de Lettes ist der Sohn von Antoine de Lettes, Seigneur de Puissalicon, und Blanche des Prez, Tochter von Antoine des Prez, Seigneur de Montpezat. Sein Bruder Jean de Lettes war von 1537 bis 1543 Bischof von Béziers. Er nahm den Namen "des Prez" entsprechend dem Testament seines Onkels Antoine Deprez bzw. des Prez an, der ohne Nachkommen gestorben war.
1516 wurde er in den Michaelsorden aufgenommen, 1520 wurde er Gentilhomme de la Chambre ordinaire du Roi. In der Schlacht bei Pavia (24. Februar 1525) geriet er – ebenso wie Königs Franz I. – in Gefangenschaft. Der König, der das Lösegeld für ihn zahlte, bediente sich seiner, um der Königin und Regentin Luise von Savoyen Informationen, auch geheimer Natur, zukommen zu lassen. Ebenso schickte er ihn mehrerer Male mit Nachrichten zu Kaiser Karl V. 1526 machte er ihn zum Capitaine von 50 Männern seiner Ordonnanz. Am 27. Juni 1526 erhielt er die Châtellenie d’Égouville in der Beauce. Gleichzeitig wird als Seneschall des Périgord bezeichnet. Am 8. Januar 1527 wurde er nach dem Tod seines Schwiegervaters Jacques du Fou Maître particulier des Eaux et Forêts im Poitou.
1528 nahm Montpezat an der Belagerung von Neapel teil. 1531 war er es, der dem König die Nachricht von der Freilassung von dessen Söhne aus der spanischen Geiselhaft überbrachte. Im gleichen Jahr wurde er zum Capitaine von Montluçon ernannt, 1532 zum französischen Botschafter in London. Am 12. August 1532 wurde er nach dem Tod von André Vivonne de La Châtaigneraie zum Seneschall von Poitou ernannt.
1536 verteidigte er Fossano gegen die kaiserlichen Kräfte am Ende erfolglos, da der Kaiser mit seiner Armee früher vor Ort ankam als Franz I. mit Entsatzkräften. Im gleichen Jahr hatte er unter Antoine de La Rochefoucauld ein Kommando bei der Verteidigung von Marseille, dessen Belagerung der Kaiser am 11. September aufgab.
Am 12. August 1541 wurde er zum Lieutenant-général des Languedoc ernannt, als der Gouverneur Anne de Montmorency in Ungnade gefallen war. 1542 versuchte er – unter dem Oberkommando des Dauphin und des Marschall Annebault stehend – eine Belagerung von Perpignan, die aber Ende September aufgegeben wurde.
Am 13. März 1544 wurde er nach dem Tod des Marschalls Robert Stuart d’Aubigny zum Marschall von Frankreich ernannt. Er selbst starb kurz darauf, im November 1544 bei Béziers und wurde in der Stiftskirche Saint-Martin de Montpezat bestattet.

## Ehe und Familie
Antoine des Lettes-Desprez heiratete per Ehevertrag vom 26. Dezember 1521 Lyette, Dame du Fou, Tochter von Jacques, Seigneur von Le Fou im Poitou und Préau im Quercy, und Jeanne d’Archiac. Ihre Kinder waren:
- Melchior des Prez, Seigneur de Montpezat, du Fou etc., 1565 bezeugt, Maître des Euaux et Forêts und Seneschall des Poitou; ⚭ (Ehevertrag 26. Juni 1560) Henriette de Savoie, Marquise de Villars, Tochter von Honorat II. de Savoie, Marquis de Villars und Marschall von Frankreich, und Francoise de Foix, Vicomtesse de Castillon; sie heiratete am 23. Juli 1576 in zweiter Ehe Charles II. de Lorraine, duc de Mayenne, Admiral von Frankreich
- Jacques des Prez († 25. Januar 1589 bei Caussade), Abt von Lieu-Dieu, Noaillé und l’Étoile, Bischof von Montauban
- Jacques des Prez († 1552 bei der Belagerung von Metz)
- Balthazarde des Prez; ⚭ (1) Jean de Levis, Comte de Caylus; ⚭ (2) (Dispens vom 1. November 1536) Antoine de Levis, Comte de Caylus, Seneschall und Gouverneur von Rouergue, Söhne von Guillaume de Lévis, Baron de Caylus, und Marguerite d’Amboise; Balthazarde und Antoine de Levis sind die Eltern von Jacques de Lévis, comte de Caylus (Haus Lévis)
- Gasparde des Prez; ⚭ Christophe de Saint-Priest, Seigneur de Saint-Chamont, Gouverneur des Vivarais bis 1576, Sohn von Jean de Saint-Priest, Seigneur de Saint-Chamont, und Jeanne de Tournon
- Hilaire des Prez († 1575); ⚭ 9. Juni 1541 Claude de Levis, Seigneur de Couzan, Sohn von Jean de Levis, Seigneur de Lugny, und Jeanne de Chalençon (Haus Lévis)
- Louise des Prez († 26. August 1595), 1571 Äbtissin von Nonenque